# 捶丸
捶丸（すいがん、chuiwan）は、中国でかつて行われていたゴルフに似たスポーツ。宋代から金・元代にかけて流行し、杖で球を打ち、穴に入れるというゴルフと類似のルールを持つ。

## 沿革
笹島恒輔によると捶丸は弄丸（nug wan）という戦国時代（紀元前5世紀 - 紀元前221年）の遊戯に由来する。
また、江西省博物館の陳之川（Chen Zhichuan）によると、ルーツは唐代（618年 - 907年）に行われた「歩打球」で、宋（960年 - 1279年）から金（1115年 - 1234年）、元（1271年 - 1368年）にかけて成熟して広まり、盛んとなった。南唐（937年 - 975年）またはそれ以前の壁画にすでに捶丸が描かれている。また、宋代の学者・魏泰による『東軒筆録』に、南唐のある地方公務員が娘に地面を掘らせ、そこに球を打ち込むことを教えたという鮮明な記述がある。文字で残された捶丸の記録としては最古の例である。宋代の陶枕にも捶丸の絵が使用された例がある。
元代の1282年には捶丸の専門書『丸経』が編纂された。『丸経』には「宋の徽宗（第8代皇帝。在位:（1100年 - 1126年）と金の章宗（1189年 - 1208年）が捶丸を好んだ」という記述があり、宋代・元代の壁画・宮廷画にも捶丸の描写がある。庶民の間ではこれよりも古くから行われていた捶丸が宮廷に取り入れられたものである。
河南省平頂山市の大学・平頂山学院の崔楽泉（Cui Lequan）特任教授によると、『丸経』には競技のルールや形式が詳述されている。専用の競技場に異なる地形、さらには障害物を作り、ボールを乗せる台や穴、穴の位置を示す旗竿を置く。杖で球を打ち、穴に入れた方が勝ち」などの記載は現代のゴルフによく似ている。崔楽泉によると、捶丸とゴルフが誕生した時期を考えると、中国の捶丸とゴルフの原型となるスポーツが接点を持ち、互いに影響を与えていた可能性も否定できない。『丸経』がゴルフの教科書としての役割を果たしたという説もある。
元代には貴族の遊びとしてルールもほぼ確定し、故宮博物院所蔵の明代（1368年 - 1644年）の絵画にも皇帝や女性が捶丸を楽しんでいる描写があるが、明代以降は廃れていき、『帝京景物略』には子供の遊戯として打抜（ta pa）として僅かに名残をとどめるのみとなった。清朝（1636年 - 1912年）が国民のスポーツを規制してから捶丸も衰退したとする資料もある
2022年、平頂山学院の陶磁工芸技術陳列館で行われた整理作業で、陶器または磁器の球が大量に発見された。これらは捶丸で使用されたものと鑑定され、この発見は世界のゴルフの歴史を研究する上でも重要な意義を持つ（崔楽泉による）。熱ルミネッセンス法による年代測定の結果、これらの球の年代は唐代から清代に分布していたが、唐・宋・元のものだけで1800点以上あった。表面に絵画や丸文、花卉文、渦巻文などの装飾を施したもの、異なる二種類以上の胎（=土、陶土）を用いる絞胎や釉の重ね掛けなど特殊な技法を用いたものもあった。無数の丸いくぼみを施したものは現代のゴルフボールに酷似している。

## ルール
『原経』という捶丸のルールブックに準拠して述べる（この節、特に断らない限り出典:）
- 捶丸の競技場には凹凸を設け、凸所が球を打つ所で、凹所には球を入れる穴を掘った
  - 凸部の高さは1尺以内で、凹凸間の距離は遠い所で100歩から60歩で、100歩以上離れてはいけない
  - 近い場合は数丈だが、1丈より近くてはいけない
  - 遠近の選択はプレイヤーの自由とする
- 凹所の穴の後方には旗を立て、穴の周囲5尺には人を入れない
  - 穴は再使用せず一回ごとに新たに掘った
- ボールに相当するものは木の節を使用した
- クラブに相当するものは堅牢な木を牛筋と牛膠で固め、竹を柄にして使用した
- 競技は人数を気にせずに行うことができた。2人で行うのを単対、3 - 4人を一朋、5 - 6人を小会、7 - 8人を中会、9 - 10人を大会と称した
- 誰かが穴に球を入ればその人に点が入って、再び初めから繰り返す。大会では20点、中会では15点、小会では10点に達した者が出たら試合終了